# Pediocactus sileri
Pediocactus sileri là một loài thực vật có hoa trong họ Cactaceae. Loài này được (Engelm. ex J.M. Coult.) L.D. Benson mô tả khoa học đầu tiên năm 1961.

## Hình ảnh

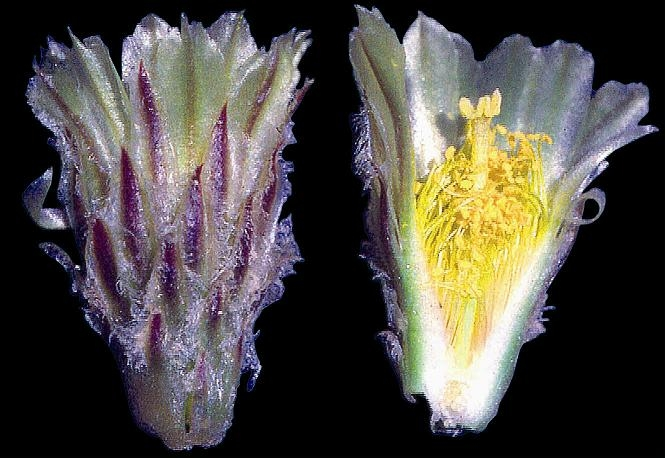
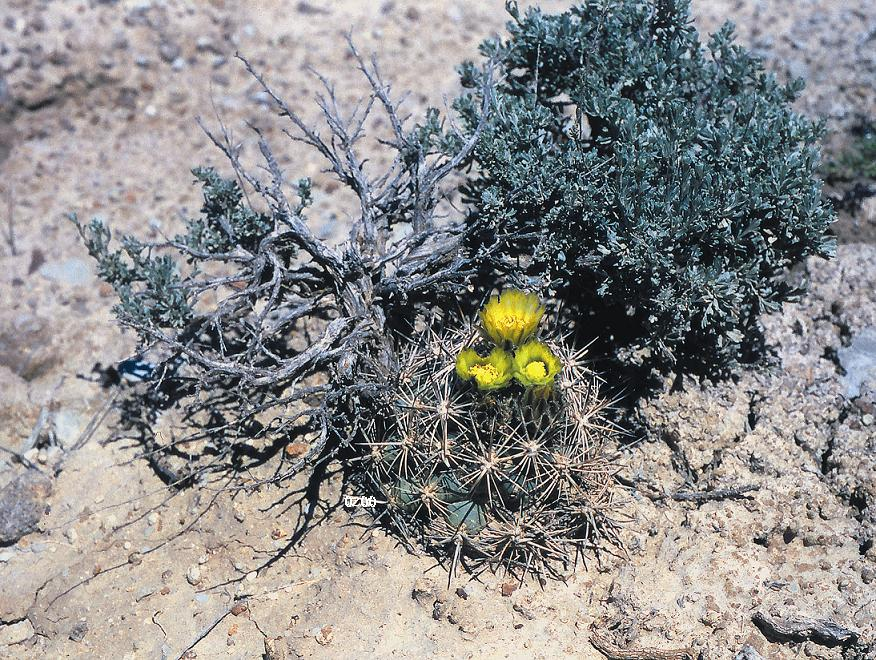
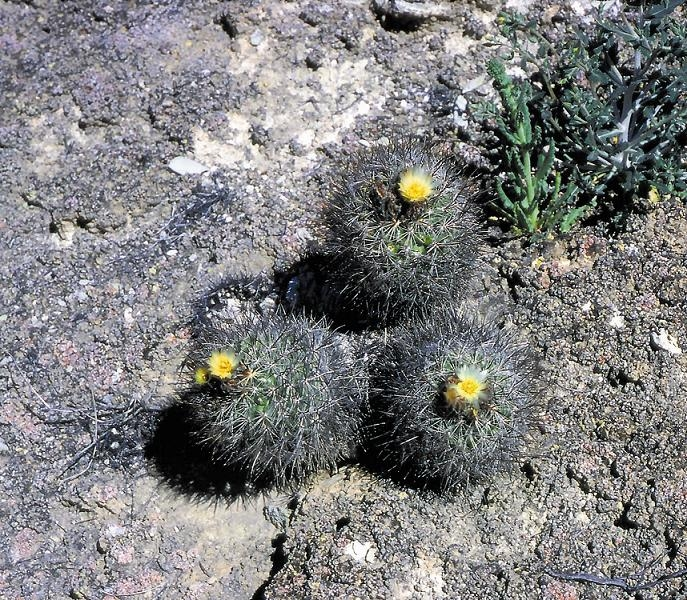
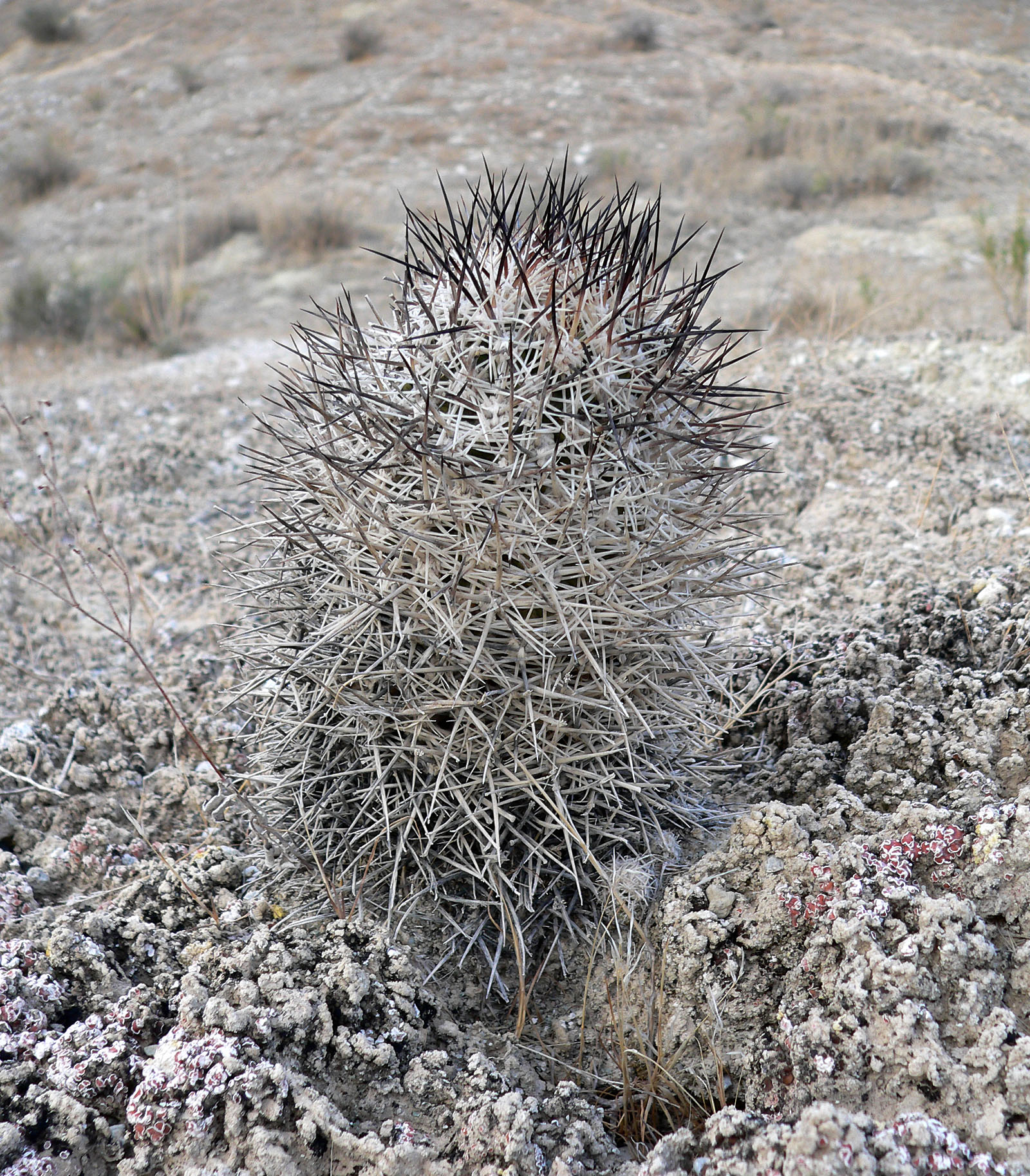